# Solomon Borissowitsch Judowin
Solomon Borissowitsch Judowin (russisch Соломон Борисович Юдовин, Geburtsname: Schlojme Boruchowitsch Judowin, * 15.jul. / 27. Oktober 1892greg. im Rajon Beschankowitschy, Russisches Kaiserreich; † 5. Dezember 1954 in Leningrad, Sowjetunion) war ein belarussischer jüdischer Künstler, bekannt durch Buchillustrationen, Vertreter der russischen jüdischen Renaissance und der Art Nouveau.

## Leben

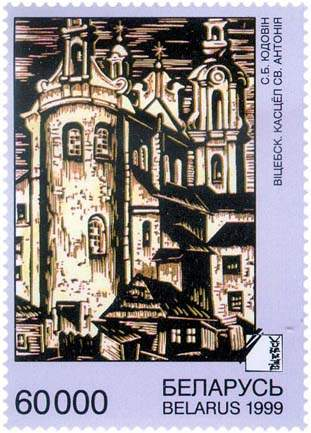
Briefmarke mit Grafik von Judowin. Das Bild zeigt die Katholische Kirche des heiligen Antonius in Wizebsk (Belarus)

Judowin entstammte einer jüdischen Familie. Der Vater war Handwerker, seine Mutter Hausfrau. Im Jahr 1910 zog er nach St. Petersburg, studierte Kunst bei Nicholas Roerich. Er war Mitglied der St. Petersburger "jüdischen Gesellschaft zur Förderung der Künste".
1920 stellte er in Wizebsk, nahe seinem Heimatdorf eine Schau zum Thema "jüdisches Volks Ornament" insgesamt 26 Linolschnitte zusammen. Dort wurde er 1922 Vizerektor eines Kunstinstituts. In der Zeit schuf er viele Stadtansichten des jüdischen Schtetls.
Um 1923 richtete Judowin Spezialwerkstätten für grafische Techniken des Instituts ein, besonders Pressen für Holz- und Linolschnitte. Judowin arbeitete hauptsächlich in diesen Techniken. Dabei reizte er die begrenzten Möglichkeiten sehr weit aus, schaffte die Illusion von Tiefe. Kennzeichen waren auch hoch angelegte Horizonte und stark verzerrte Perspektiven.
Zusammen mit Marc Chagall nahm er an der "Ausstellung der jüdischen Künstler" teil und war Mitglied der Künstlerkommission für die Ausgestaltung Wizebsk zum ersten Jahrestag der Oktoberrevolution.
Im Jahr 1923 wurde Judowin eingeladen, in Petrograd den Posten des wissenschaftlichen Sekretärs der Kuratorin am Museum der Petersburger Jüdischen Ethnographische Gesellschaft zu übernehmen, die sich im Gebäude des jüdischen Armenhauses befand auf der Wassiljewski-Insel.
Vor dem Großen Vaterländischen Krieg während seiner Zeit in Leningrad schuf Judowin Zyklen von Radierungen und Stiche zum Thema russischer Bürgerkrieg.
Judowin illustrierte auch etwa 60 Bücher. Zum Beispiel die russischen Ausgaben der "Geschichten aus sieben Ghettos" von Egon Erwin Kisch, "Jud Süß" von Lion Feuchtwanger oder Kinderbücher von Dojwber Lewin Er unterhielt in dieser Zeit Freundschaften mit M. Chagall, El Lissitzky oder Perez Markisch.
Während des Zweiten Weltkrieges, bis Mitte 1942 lebte Judowin im belagerten Leningrad. Unter schwierigsten Bedingungen versuchte er den Blick auf die belagerte Stadt und ihre Verteidiger zu erfassen. Dann wurde der Künstler in das Dorf Karabicha bei Jaroslawl evakuiert. 1944 kehrte er nach Leningrad zurück und setzte die Arbeit am Zyklus von Radierungen "Leningrad während des Großen Vaterländischen Krieges" fort. Diese Drucke wurden 1948 als Album veröffentlicht. Judowin starb am 5. Dezember 1954 in Leningrad mit 63 Jahren.
Judowins Arbeiten befinden sich heute unter anderem in der Staatlichen Tretjakow-Galerie und dem Kunstmuseum von Witebsk.